# Marktplatzkreuz (Nörvenich)

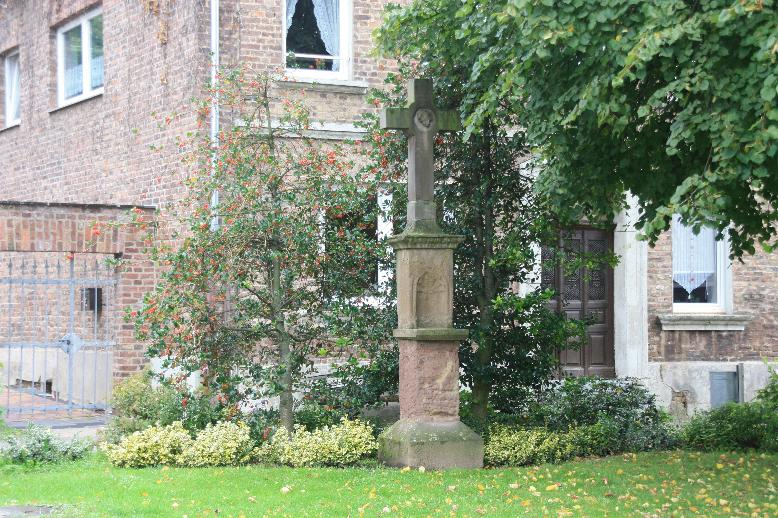
Das Kreuz auf dem Marktplatz

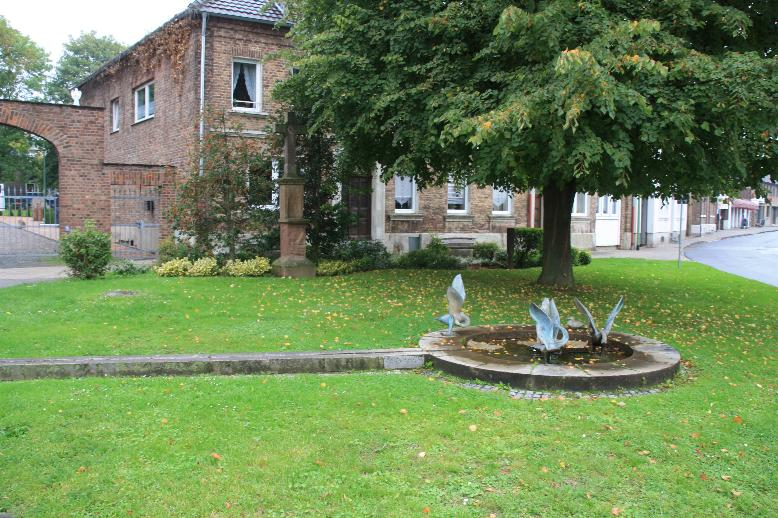
Das Kreuz mit dem Entenbrunnen

Das Marktplatzkreuz ist ein denkmalgeschütztes Bauwerk auf dem Marktplatz in Nörvenich, Kreis Düren, Nordrhein-Westfalen.
Ursprünglich stand das Kreuz etwa fünf Meter vor der Grundstücksgrenze zwischen den Häusern Marktplatz 8 und 10. 1965 wich es aus verkehrstechnischen Gründen bei der Umgestaltung des Marktplatzes an den heutigen Standort vor dem Barrensteinhaus. 
Am 2. Januar 1945 detonierte auf den Hof Roggendorf in der nahegelegenen Hirtstraße 1 eine Fliegerbombe, wobei drei Menschen getötet und das damals nur wenige Meter entfernt stehende Kreuz zerstört wurden. 1950 wurde es durch den Dürener Steinmetzmeister Franz Schiffer restauriert und an der alten Stelle wieder aufgebaut. Von dem zerstörten Kreuz wurde der aus zwei Steinblöcken bestehende Unterbau wiederverwertet. Das eigentliche Kreuz ist aus Sandstein erneuert worden. 1945 war der alte Kopf des Christuskorpus, der unversehrt geblieben war, sichergestellt worden. Er wurde von dem Steinmetz in das neue Kreuz eingearbeitet und ist mittlerweile fast bis zur Unkenntlichkeit verwittert.
Eine 1978 in einer Restaurierungswerkstatt in Waldbröl ausgeführte Steinhärtung hatte keine nachhaltige Wirkung. 
Unbekannt ist, wann dieses Kreuz ursprünglich aufgestellt wurde. Nach einer mündlichen Überlieferung war einst auf dem Unterbau die Jahreszahl 1616 eingemeißelt. Nach damaligen Heimatblättern war 1936 der Schriftzug LaVs soLI Deo lesbar (Gott allein die Ehre). 1972 war davon nur noch LaVs übrig geblieben, heute sind die Buchstaben ganz verschwunden.
Das 1950 wiedererrichtete Kreuz trägt auf dem Kreuzbalken eine lateinische Inschrift, die lautet:
EX STRUCTA A TEMPORIBUS IMMEMORA BILIBUS

REPOSITA IN ADVIRSIS TATE ANNO 1616

DELETA IN BELLO CRUDELI BOMBARDA EXPLO. ANNO1944

RENOVATA SUB PIE- anno 1950
Das heißt frei übersetzt: Aufgerichtet vor urdenklichen Zeiten, wiederhergestellt im Jahre 1616, zertrümmert im grausamen Krieg durch eine explodierenden Bombe im Jahre 1944, erneuert unter Frömmigkeit im Jahre 1950.
(Statt 1944 muss es richtig 1945 heißen.)
Bis in die Jahre vor dem Zweiten Weltkrieg wurde am Fronleichnamstag zum Prozessionende am Marktplatzkreuz der vierte sakramentale Segen erteilt. 
Das Kreuz und die Pumpe wurden am 20. März 1985 in die Denkmalliste der Gemeinde Nörvenich unter Nr. 47 eingetragen.
Koordinaten: 50° 48′ 24,9″ N, 6° 38′ 37,8″ O